# Antun Petrić (filozof)
Antun Petrić (Komiža, 2. listopada 1829. – Komiža, 29. veljače 1908.), hrvatski filozof.
Otac mu je Ivan Petrić, majka Vica, rođena Marinković. Studira filozofiju u Grazu, gdje je i doktorirao. Od 1868. do 1871. bio je suplent na zadarskoj gimnaziji, gdje predaje filozofijsku propedautiku, geografiju i povijest, te hrvatski i talijanski jezik. Ubrzo je napustio gimnaziju, proganjan od austrijskih vlasti. Povukao se u rodnu Komižu na Visu, gdje je živio do kraja života.
Godine 1875. u Zadru tiska, na talijanskom jeziku, svoje glavno filozofsko djelo, La Definizione del Bello ("Definicija lijepog"). U nekoliko nastavaka, 1877. – 1878., izašla je u Napuljskom listu Il Pitagora kritika profesora Cundarija.  Petrić piše odgovor Cundariju, tiskan kao knjiga u Zadru 1885. Objavio je i druge radove, tiskane u Zadru i Splitu.
Značajno međunarodno priznanje dobio je 1891., kada na II. međunarodnom znanstvenom kongresu u Parizu čita svoje glavno djelo. Uz njegovo, samo su još dva filozofska djela bila izabrana da na kongresu budu prezentirana.